# Footprint
Footprint is het tweede studioalbum van Gary Wright. Voordat Wright zijn soloalbums opnam was hij lid van Spooky Tooth en na dit album werd hij dat weer. Solo-aspiraties gingen even de kast in tot 1975. Achter de knoppen van dit album zaten Andy Johns, die ook zijn vorige album begeleidde en Chris Kimsey, later muziekproducent van Marillion. Ook nu weer een enorme lijst van musici die kwamen opdraven om mee te spelen op dit album. Onder die lui Jim Keltner, destijds studiodrummer nummer 1.

## Musici
- slagwerk en percussie: Alan White, Jim Keltner, Jim Gordon, Colin Allan (de laatste was van Stone the Crows )
- gitaar/ slideguitar: Hugh McCracken, Jerry Donahue, George O’Hara
- basgitaar: Klaus Voormann
- toetsinstrumenten, zang: Gary Wright
- tenorsaxofoon: Bobby Keys
- trompet, trombone: Jim Price
- saxofoonsolo Stand for…: King Curtis
- achtergrondzang: Doris Troy, Nanette Workman, Madeline Bell, Liza Strike, Barry St. John, Pat Arnold, Jimmy Thomas

Onder de minder bekende namen zitten twee personen, die op zich wereldberoemd waren: George O’Hara is George Harrison, Pat Arnold is P. P. Arnold. Voor King Curtis was het een van zijn laatste opnamen; hij kwam om bij een steekpartij.
De muziek en zangstem zijn met dit album al behoorlijk opgeschoven naar het geluid dat hem beroemd maakte via zijn album The dream weaver. Zijn arsenaal aan toetsinstrumenten was nog niet zo geavanceerd.

## Muziek
Alle van Wright

| Nr. | Titel                       | Duur |
| --- | --------------------------- | ---- |
| 1.  | Give me the good earth      | 3:17 |
| 2.  | Two faced man               | 3:40 |
| 3.  | Love to survive             | 4:48 |
| 4.  | Whether it’s right or wrong | 5:08 |
| 5.  | Stand for your right        | 3:32 |
| 6.  | Fascinating things          | 5:05 |
| 7.  | Forgotten                   | 4:02 |
| 8.  | If you treat someone right  | 4:50 |

De single Stand for our rights (met Can’t see the reason) die van het album werd afgehaald had net zo weinig succes als het album zelf. Bij critici scoorde het album wel goed.